# Chakra (JScript引擎)
Chakra是一个由微软为其Internet Explorer 9和Internet Explorer 10和Internet Explorer 11和等网页浏览器开发的JScript引擎。其特色是，它在一个独立的CPU核心上即时编译脚本，与浏览器并行。

## 歷史
虽然微软在过去已经指出其它元素，如渲染和編組，和浏览器的整体表现一样重要，引擎的提高则是为了回应不断发展的与之竞争的浏览器，IE8在Javascript方面仍然落后于它们。在2009年11月18日举行的SunSpider测试展示了IE9的PDC版本对脚本的执行远快于IE8，但是仍然慢于Firefox 3.5、Google Chrome 4和Safari 4。
2010年3月15日，根據測試顯示，第一個IE9平台預覽版本（使用當時最新的Chakra版本）比Firefox（SpiderMonkey）還快，但比Safari（SquirrelFish Extreme）、Chrome（V8）和Opera（Carakan）還要慢。
2011年3月8日，根據微軟公佈的結果顯示，Internet Explorer 9比Safari、Firefox（TraceMonkey）、Chrome和Opera還要快。ZDNet於2011年3月的性能測試結果顯示，Internet Explorer 9、Chrome 10和Firefox 4候選版本速度“相當接近”。2012年，Internet Explorer 10中包含的Chakra的版本，引入了其他性能優化，包括x64和ARM架構上的JIT編譯，浮點運算和垃圾回收等。